# Temporada 2010 de Fórmula Renault 3.5 Series
La temporada 2010 de Fórmula Renault 3.5 comenzó el 17 de abril en el circuito Motorland Aragón y terminó el 10 de octubre en el Circuito de Barcelona-Cataluña. El ganador de esta temporada fue Mikhail Aleshin, quien quedó por delante de Daniel Ricciardo en la última carrera, donde los 2 pilotos llegaron empatados a puntos. Aleshin le adelantó a pocas vueltas del final y Ricciardo no pudo recuperar la posición. Esteban Guerrieri finalizó tercero en el campeonato a pesar de haber sido el piloto que más carreras ha ganado. No ha podido llevarse el campeonato a causa de no disputar todas las carreras por problemas económicos del equipo o la descalificación rigurosa sufrida en Silverstone. 

## Cambios en el reglamento

### Técnicos
- Los motores augmentan de 8200 RPM a 8500 RPM.
- El controlador de sobrealimentación ha sido eliminado.

### Deportivos
- La duración de los libres del viernes se han incrementado de 60 a 75 minutos.
- Habrá una segunda calificación para decidir la parrilla de salida de la 2a carrera (excepto en Mónaco), la cual también durará 45 minutos + 1 vuelta.
- Se han eliminado los 4 puntos otorgados al autor de la pole y el punto otorgado al piloto que lograba la mayor remontada.
- En la primera carrera todos los pilotos usan una baja carga aerodinámica definida por Renault Sport, en la segunda la carga aerodinámica es libre.

## Escuderías y pilotos
R = Rookie de la temporada 2010
| Escudería                 | N.º | Piloto            | Estado | Rondas        |
| ------------------------- | --- | ----------------- | ------ | ------------- |
| International DracoRacing | 1   | Nathanaël Berthon | R      | Todas         |
| International DracoRacing | 2   | Omar Leal         |        | Todas         |
| Carlin                    | 3   | Mikhail Aleshin   |        | Todas         |
| Carlin                    | 4   | Jake Rosenzweig   | R      | Todas         |
| P1 Motorsport             | 5   | Walter Grubmüller | R      | Todas         |
| P1 Motorsport             | 6   | Jan Charouz       | R      | 1–7, 9        |
| P1 Motorsport             | 6   | Brendon Hartley   |        | 8             |
| Tech 1 Racing             | 7   | Brendon Hartley   |        | 1–6           |
| Tech 1 Racing             | 7   | Jean-Éric Vergne  | R      | 7–9           |
| Tech 1 Racing             | 8   | Daniel Ricciardo  | R      | Todas         |
| Junior Lotus Racing       | 9   | Daniil Move       |        | 1–8           |
| Junior Lotus Racing       | 9   | Dean Stoneman     | R      | 9             |
| Junior Lotus Racing       | 10  | Nelson Panciatici | R      | Todas         |
| Pons Racing               | 11  | Federico Leo      |        | Todas         |
| Pons Racing               | 12  | Daniel Zampieri   | R      | Todas         |
| Epsilon Euskadi           | 15  | Albert Costa      | R      | Todas         |
| Epsilon Euskadi           | 16  | Keisuke Kunimoto  |        | Todas         |
| Comtec Racing             | 17  | Greg Mansell      |        | Todas         |
| Comtec Racing             | 18  | Stefano Coletti   | R      | Todas         |
| Fortec Motorsport         | 23  | Sten Pentus       |        | Todas         |
| Fortec Motorsport         | 24  | Jon Lancaster     |        | Todas         |
| ISR Racing                | 25  | Esteban Guerrieri |        | 1–2, 4–5, 7–9 |
| ISR Racing                | 25  | Alexander Rossi   | R      | 3             |
| ISR Racing                | 26  | Filip Salaquarda  |        | 1–5, 7–9      |
| KMP Racing                | 27  | Anton Nebylitskiy |        | Todas         |
| KMP Racing                | 28  | Víctor García     | R      | Todas         |
| FHV Interwetten.com       | 29  | Bruno Méndez      | R      | 1–8           |
| FHV Interwetten.com       | 29  | Salvador Durán    |        | 9             |
| FHV Interwetten.com       | 30  | Sergio Canamasas  | R      | Todas         |

## Calendario
| Ronda | Ronda | Circuito                       | País            | Fecha            |
| ----- | ----- | ------------------------------ | --------------- | ---------------- |
| 1     | R1    | Ciudad del Motor de Aragón     | España          | 17 de abril      |
| 1     | R2    | Ciudad del Motor de Aragón     | España          | 18 de abril      |
| 2     | R1    | Spa-Francorchamps              | Bélgica         | 1 de mayo        |
| 2     | R2    | Spa-Francorchamps              | Bélgica         | 2 de mayo        |
| 3     | R     | Circuito de Monaco             | Mónaco          | 14 de mayo       |
| 4     | R1    | Autódromo de Brno              | República Checa | 5 de junio       |
| 4     | R2    | Autódromo de Brno              | República Checa | 6 de junio       |
| 5     | R1    | Circuit de Nevers Magny-Cours  | Francia         | 19 de junio      |
| 5     | R2    | Circuit de Nevers Magny-Cours  | Francia         | 20 de junio      |
| 6     | R1    | Hungaroring                    | Hungría         | 3 de julio       |
| 6     | R2    | Hungaroring                    | Hungría         | 4 de julio       |
| 7     | R1    | Hockenheimring                 | Alemania        | 4 de septiembre  |
| 7     | R2    | Hockenheimring                 | Alemania        | 5 de septiembre  |
| 8     | R1    | Silverstone                    | Reino Unido     | 18 de septiembre |
| 8     | R2    | Silverstone                    | Reino Unido     | 19 de septiembre |
| 9     | R1    | Circuito de Barcelona-Cataluña | España          | 9 de octubre     |
| 9     | R2    | Circuito de Barcelona-Cataluña | España          | 10 de octubre    |

## Resultados
- Sistema de puntuación en las dos carreras:

| 1º | 2º | 3º | 4º | 5º | 6º | 7º | 8º | 9º | 10º |
| -- | -- | -- | -- | -- | -- | -- | -- | -- | --- |
| 15 | 12 | 10 | 8  | 6  | 5  | 4  | 3  | 2  | 1   |

### Campeonato de pilotos
| Pos | Piloto            | ALC 1 | ALC 2 | SPA 1 | SPA 2 | MON 1 | BRN 1 | BRN 2 | MAG 1 | MAG 2 | HUN 1 | HUN 2 | HOC 1 | HOC 2 | SIL 1 | SIL 2 | CAT 1 | CAT 2 | Puntos |
| --- | ----------------- | ----- | ----- | ----- | ----- | ----- | ----- | ----- | ----- | ----- | ----- | ----- | ----- | ----- | ----- | ----- | ----- | ----- | ------ |
| 1   | Mikhail Aleshin   | 1     | 11    | 1     | 4     | 2     | Ret   | 9     | 1     | 4     | 2     | 3     | 5     | 4     | 6     | 11    | 2     | 3     | 138    |
| 2   | Daniel Ricciardo  | 3     | 2     | 13    | 5     | 1     | 12    | 5     | 6     | 2     | 1     | 6     | 1     | 11    | Ret   | 2     | 1     | 4     | 136    |
| 3   | Esteban Guerrieri | Ret   | Ret   | DNS   | 1     |       | 1     | 1     | 2     | 10    |       |       | 2     | 1     | DSQ   | 1     | 4     | 1     | 123    |
| 4   | Sten Pentus       | Ret   | 1     | 2     | 13    | 6     | 6     | Ret   | 7     | 8     | 3     | 1     | Ret   | 6     | 15    | 7     | 13    | Ret   | 78     |
| 5   | Albert Costa      | Ret   | 4     | 4     | 19    | 3     | 18    | 10    | 8     | 5     | 6     | 2     | 8     | 17    | 2     | 8     | 5     | 10    | 78     |
| 6   | Stefano Coletti   | Ret   | 13    | 3     | 3     | 5     | 9     | 12    | 3     | 7     | Ret   | 10    | 7     | 2     | 3     | 12    | 10    | 5     | 76     |
| 7   | Nathanaël Berthon | Ret   | 3     | Ret   | 10    | Ret   | 8     | 2     | 9     | 1     | Ret   | 13    | 9     | 3     | Ret   | Ret   | 6     | 12    | 60     |
| 8   | Jean-Éric Vergne  |       |       |       |       |       |       |       |       |       |       |       | 11    | 5     | 1     | 3     | 3     | 2     | 53     |
| 9   | Daniel Zampieri   | 2     | Ret   | 12    | 2     | Ret   | Ret   | 15    | 5     | 11    | 13    | 4     | 4     | DSQ   | EX    | 6     | Ret   | DSQ   | 51     |
| 10  | Brendon Hartley   | 6     | 6     | Ret   | 6     | 4     | 2     | 6     | Ret   | Ret   | 4     | 9     |       |       | Ret   | 15    |       |       | 50     |
| 11  | Filip Salaquarda  | Ret   | Ret   | DNS   | 15    | 8     | 15    | 3     | 15    | 3     |       |       | Ret   | 7     | 5     | 4     | 8     | 19    | 44     |
| 12  | Nelson Panciatici | 5     | 9     | Ret   | Ret   | 9     | 13    | 8     | 4     | 9     | 5     | 12    | Ret   | 12    | 4     | 9     | 16    | 6     | 44     |
| 13  | Jon Lancaster     | 4     | Ret   | 9     | 7     | 7     | 10    | 7     | 10    | Ret   | Ret   | 22    | 3     | 8     | 13    | 17    | 14    | 9     | 39     |
| 14  | Anton Nebylitskiy | Ret   | Ret   | 10    | Ret   | 17    | 3     | Ret   | 11    | Ret   | 10    | 7     | 10    | Ret   | 7     | 5     | Ret   | 7     | 31     |
| 15  | Greg Mansell      | 8     | Ret   | 5     | 14    | 15    | 11    | 14    | 18    | 12    | Ret   | 5     | 6     | Ret   | 10    | Ret   | 9     | 16    | 23     |
| 16  | Walter Grubmüller | 10†   | 8     | 7     | 18    | 11    | 14    | 4     | Ret   | 16    | 11    | 11    | Ret   | Ret   | Ret   | 14    | 15    | 13    | 16     |
| 17  | Federico Leo      | Ret   | 5     | 6     | 17    | Ret   | Ret   | 18    | Ret   | Ret   | Ret   | 17    | 16    | 10    | 11    | 18    | 7     | 15    | 16     |
| 18  | Jan Charouz       | Ret   | DSQ   | 8     | 9     | 14    | 7     | 11    | 20    | 17    | 7     | 21    | Ret   | 15    |       |       | Ret   | 8     | 16     |
| 19  | Jake Rosenzweig   | 7     | 12    | 14    | 8     | 13    | 16    | 16    | 13    | 13    | 8     | 8     | Ret   | DNS   | 14    | 20    | 12    | 11    | 13     |
| 20  | Omar Leal         | Ret   | Ret   | 11    | 12    | 16    | 4     | 13    | Ret   | 19    | Ret   | 16    | 13    | 9     | Ret   | 10    | Ret   | Ret   | 11     |
| 21  | Daniil Move       | 9     | 7     | 16    | 20    | 10    | Ret   | Ret   | 12    | Ret   | Ret   | 14    | 17    | 16    | 9     | 19    |       |       | 9      |
| 22  | Keisuke Kunimoto  | Ret   | 14    | 15    | 16    | 18    | 5     | Ret   | 16    | 18    | 9     | 15    | 12    | 13    | 12    | 13    | 11    | 18    | 8      |
| 23  | Bruno Méndez      | Ret   | 15    | DNS   | 11    | Ret   | Ret   | 19    | 14    | 6     | 14    | 19    | 14    | 14    | Ret   | 16    |       |       | 5      |
| 24  | Víctor García     | Ret   | 10    | Ret   | Ret   | 12    | Ret   | 20    | 19†   | 15    | 12    | 18    | Ret   | 18    | 8     | 21    | Ret   | Ret   | 4      |
| 25  | Sergio Canamasas  | Ret   | 16    | DNS   | Ret   | 19    | 17    | 17    | 17    | 14    | Ret   | 20    | 15    | Ret   | Ret   | Ret   | 17    | 17    | 0      |
| 26  | Dean Stoneman     |       |       |       |       |       |       |       |       |       |       |       |       |       |       |       | 18    | 14    | 0      |
|     | Salvador Durán    |       |       |       |       |       |       |       |       |       |       |       |       |       |       |       | NC    | Ret   | 0      |
|     | Alexander Rossi   |       |       |       |       | Ret   |       |       |       |       |       |       |       |       |       |       |       |       | 0      |
| Pos | Piloto            | ALC 1 | ALC 2 | SPA 1 | SPA 2 | MON 1 | BRN 1 | BRN 2 | MAG 1 | MAG 2 | HUN 1 | HUN 2 | HOC 1 | HOC 2 | SIL 1 | SIL 2 | CAT 1 | CAT 2 | Puntos |

| Color     | Resultado                                                               |
| --------- | ----------------------------------------------------------------------- |
| Oro       | Ganador                                                                 |
| Plata     | 2.ª plaza                                                               |
| Bronce    | 3.ª plaza                                                               |
| Verde     | Finalizó en los puntos                                                  |
| Azul      | Finalizó sin puntos                                                     |
| Azul      | NC - No clasificado                                                     |
| Violeta   | Ret - No terminó (Carrera)                                              |
| Rojo      | DNQ - No se clasificó                                                   |
| Negro     | DSQ - Descalificado                                                     |
| Blanco    | DNS - No empezó (carrera)                                               |
| Blanco    | WD - Retirado (fin de semana)                                           |
| Blanco    | C - Carrera cancelada                                                   |
| Sin color | DNP - Inscrito pero no participó                                        |
| Sin color | INJ - Lesionado                                                         |
| Sin color | EX - Excluido                                                           |
| Estado    | Resultado                                                               |
| Negrita   | Pole position                                                           |
| Cursiva   | Vuelta rápida                                                           |
| †         | Abandona, pero clasifica al completar el porcentaje requerido para ello |

### Campeonato de escuderías
| Pos | Escudería                 | Coche N.º. | ALC 1 | ALC 2 | SPA 1 | SPA 2 | MON 1 | BRN 1 | BRN 2 | MAG 1 | MAG 2 | HUN 1 | HUN 2 | HOC 1 | HOC 2 | SIL 1 | SIL 2 | CAT 1 | CAT 2 | Puntos |
| --- | ------------------------- | ---------- | ----- | ----- | ----- | ----- | ----- | ----- | ----- | ----- | ----- | ----- | ----- | ----- | ----- | ----- | ----- | ----- | ----- | ------ |
| 1   | Tech 1 Racing             | 7          | 6     | 6     | Ret   | 6     | 4     | 2     | 6     | Ret   | Ret   | 4     | 9     | 11    | 5     | 1     | 3     | 3     | 2     | 239    |
| 1   | Tech 1 Racing             | 8          | 3     | 2     | 13    | 5     | 1     | 12    | 5     | 6     | 2     | 1     | 6     | 1     | 11    | Ret   | 2     | 1     | 4     | 239    |
| 2   | ISR Racing                | 25         | Ret   | Ret   | DNS   | 1     | Ret   | 1     | 1     | 2     | 10    |       |       | 2     | 1     | DSQ   | 1     | 4     | 1     | 167    |
| 2   | ISR Racing                | 26         | Ret   | Ret   | DNS   | 15    | 8     | 15    | 3     | 15    | 3     |       |       | Ret   | 7     | 5     | 4     | 8     | 19    | 167    |
| 3   | Carlin                    | 3          | 1     | 11    | 1     | 4     | 2     | Ret   | 9     | 1     | 4     | 2     | 3     | 5     | 4     | 6     | 11    | 2     | 3     | 151    |
| 3   | Carlin                    | 4          | 7     | 12    | 14    | 8     | 13    | 16    | 16    | 13    | 13    | 8     | 8     | Ret   | DNS   | 14    | 20    | 12    | 11    | 151    |
| 4   | Fortec Motorsport         | 23         | Ret   | 1     | 2     | 13    | 6     | 6     | Ret   | 7     | 8     | 3     | 1     | Ret   | 6     | 15    | 7     | 13    | Ret   | 117    |
| 4   | Fortec Motorsport         | 24         | 4     | Ret   | 9     | 7     | 7     | 10    | 7     | 10    | Ret   | Ret   | 22    | 3     | 8     | 13    | 17    | 14    | 9     | 117    |
| 5   | Comtec Racing             | 17         | 8     | Ret   | 5     | 14    | 15    | 11    | 14    | 18    | 12    | Ret   | 5     | 6     | Ret   | 10    | Ret   | 9     | 16    | 99     |
| 5   | Comtec Racing             | 18         | Ret   | 13    | 3     | 3     | 5     | 9     | 12    | 3     | 7     | Ret   | 10    | 7     | 2     | 3     | 12    | 10    | 5     | 99     |
| 6   | Epsilon Euskadi           | 15         | Ret   | 4     | 4     | 19    | 3     | 18    | 10    | 8     | 5     | 6     | 2     | 8     | 17    | 2     | 8     | 5     | 10    | 86     |
| 6   | Epsilon Euskadi           | 16         | Ret   | 14    | 15    | 16    | 18    | 5     | Ret   | 16    | 18    | 9     | 15    | 12    | 13    | 12    | 13    | 11    | 18    | 86     |
| 7   | International DracoRacing | 1          | Ret   | 3     | Ret   | 10    | Ret   | 8     | 2     | 9     | 1     | Ret   | 13    | 9     | 3     | Ret   | Ret   | 6     | 12    | 71     |
| 7   | International DracoRacing | 2          | Ret   | Ret   | 11    | 12    | 16    | 4     | 13    | Ret   | 19    | Ret   | 16    | 13    | 9     | Ret   | 10    | Ret   | Ret   | 71     |
| 8   | Pons Racing               | 11         | Ret   | 5     | 6     | 17    | Ret   | Ret   | 18    | Ret   | Ret   | Ret   | 17    | 16    | 10    | 11    | 18    | 7     | 15    | 67     |
| 8   | Pons Racing               | 12         | 2     | Ret   | 12    | 2     | Ret   | Ret   | 15    | 5     | 11    | 13    | 4     | 4     | DSQ   | EX    | 6     | Ret   | DSQ   | 67     |
| 9   | Junior Lotus Racing       | 9          | 9     | 7     | 16    | 20    | 10    | Ret   | Ret   | 12    | Ret   | Ret   | 14    | 17    | 16    | 9     | 19    | 18    | 6     | 53     |
| 9   | Junior Lotus Racing       | 10         | 5     | 9     | Ret   | Ret   | 9     | 13    | 8     | 4     | 9     | 5     | 12    | Ret   | 12    | 4     | 9     | 16    | 14    | 53     |
| 10  | KMP Racing                | 27         | Ret   | Ret   | 10    | Ret   | 17    | 3     | Ret   | 11    | Ret   | 10    | 7     | 10    | Ret   | 7     | 5     | Ret   | 7     | 35     |
| 10  | KMP Racing                | 28         | Ret   | 10    | Ret   | Ret   | 12    | Ret   | 20    | 19†   | 15    | 12    | 18    | Ret   | 18    | 8     | 21    | Ret   | Ret   | 35     |
| 11  | P1 Motorsport             | 5          | 10†   | 8     | 7     | 18    | 11    | 14    | 4     | Ret   | 16    | 11    | 11    | Ret   | Ret   | Ret   | 14    | 15    | 13    | 32     |
| 11  | P1 Motorsport             | 6          | Ret   | DSQ   | 8     | 9     | 14    | 7     | 11    | 20    | 17    | 7     | 21    | Ret   | 15    | Ret   | 15    | Ret   | 8     | 32     |
| 12  | FHV Interwetten.com       | 29         | Ret   | 15    | DNS   | 11    | Ret   | Ret   | 19    | 14    | 6     | 14    | 19    | 14    | 14    | Ret   | 16    | NC    | Ret   | 5      |
| 12  | FHV Interwetten.com       | 30         | Ret   | 16    | DNS   | Ret   | 19    | 17    | 17    | 17    | 14    | Ret   | 20    | 15    | Ret   | Ret   | Ret   | 17    | 17    | 5      |
| Pos | Equipo                    | Coche N.º. | ALC 1 | ALC 2 | SPA 1 | SPA 2 | MON 1 | BRN 1 | BRN 2 | MAG 1 | MAG 2 | HUN 1 | HUN 2 | HOC 1 | HOC 2 | SIL 1 | SIL 2 | CAT 1 | CAT 2 | Puntos |

## Estadísticas

### Campeonato de pilotos
| Pos. | Piloto            | Escudería                     | Carreras disputadas | Victorias | Porcentaje de victorias | Podios | Poles | Vueltas rápidas | Puntos |
| ---- | ----------------- | ----------------------------- | ------------------- | --------- | ----------------------- | ------ | ----- | --------------- | ------ |
| 1    | Mikhail Aleshin   | Carlin                        | 17                  | 3         | 17,6%                   | 8      | 1     | 2               | 138    |
| 2    | Daniel Ricciardo  | Tech 1 Racing                 | 17                  | 4         | 23,5%                   | 8      | 8     | 4               | 136    |
| 3    | Esteban Guerrieri | ISR Racing                    | 13                  | 6         | 46,1%                   | 8      | 3     | 4               | 123    |
| 4    | Sten Pentus       | Fortec Motorsport             | 17                  | 2         | 17,6%                   | 4      | 1     | 2               | 78     |
| 5    | Albert Costa      | Epsilon Euskadi               | 17                  |           |                         | 3      |       |                 | 78     |
| 6    | Stefano Coletti   | Comtec Racing                 | 17                  |           |                         | 5      |       |                 | 76     |
| 7    | Nathanaël Berthon | International DracoRacing     | 17                  | 1         | 5,8%                    | 4      |       |                 | 60     |
| 8    | Jean-Éric Vergne  | Tech 1 Racing                 | 6                   | 1         | 16,6%                   | 4      |       |                 | 53     |
| 9    | Daniel Zampieri   | Pons Racing                   | 16                  |           |                         | 2      |       | 1               | 51     |
| 10   | Brendon Hartley   | Tech 1 Racing / P1 Motorsport | 13                  |           |                         | 1      |       | 2               | 50     |
| 11   | Filip Salaquarda  | ISR Racing                    | 14                  |           |                         | 2      | 2     |                 | 44     |
| 12   | Nelson Panciatici | Junior Lotus Racing           | 17                  |           |                         |        |       |                 | 44     |
| 13   | Jon Lancaster     | Fortec Motorsport             | 17                  |           |                         | 1      | 1     | 2               | 39     |
| 14   | Anton Nebylitskiy | KMP Racing                    | 17                  |           |                         | 1      |       |                 | 31     |
| 15   | Greg Mansell      | Comtec Racing                 | 17                  |           |                         |        |       |                 | 23     |
| 16   | Walter Grubmüller | P1 Motorsport                 | 17                  |           |                         |        |       |                 | 16     |
| 17   | Federico Leo      | Pons Racing                   | 17                  |           |                         |        |       |                 | 16     |
| 18   | Jan Charouz       | P1 Motorsport                 | 15                  |           |                         |        |       |                 | 16     |
| 19   | Jake Rosenzweig   | Carlin                        | 16                  |           |                         |        | 1     |                 | 13     |
| 20   | Omar Leal         | International DracoRacing     | 17                  |           |                         |        |       |                 | 11     |
| 21   | Daniil Move       | Junior Lotus Racing           | 15                  |           |                         |        |       |                 | 9      |
| 22   | Keisuke Kunimoto  | Epsilon Euskadi               | 17                  |           |                         |        |       |                 | 8      |
| 23   | Bruno Méndez      | FHV Interwetten.com           | 14                  |           |                         |        |       |                 | 5      |
| 24   | Víctor García     | KMP Racing                    | 17                  |           |                         |        |       |                 | 4      |
| 25   | Sergio Canamasas  | FHV Interwetten.com           | 16                  |           |                         |        |       |                 | 0      |
| 26   | Dean Stoneman     | Junior Lotus Racing           | 2                   |           |                         |        |       |                 | 0      |
|      | Salvador Durán    | FHV Interwetten.com           | 2                   |           |                         |        |       |                 | 0      |
|      | Alexander Rossi   | ISR Racing                    | 1                   |           |                         |        |       |                 | 0      |

### Campeonato de escuderías
| Pos. | Escudería                 | Carreras disputadas | Victorias | Podios | Poles | Vueltas rápidas | Puntos |
| ---- | ------------------------- | ------------------- | --------- | ------ | ----- | --------------- | ------ |
| 1    | Tech 1 Racing             | 34                  | 5         | 13     | 8     | 6               | 239    |
| 2    | ISR Racing                | 28                  | 6         | 10     | 5     | 4               | 167    |
| 3    | Carlin                    | 33                  | 3         | 8      | 2     | 2               | 151    |
| 4    | Fortec Motorsport         | 34                  | 2         | 5      | 2     | 4               | 117    |
| 5    | Comtec Racing             | 34                  |           | 5      |       |                 | 99     |
| 6    | Epsilon Euskadi           | 34                  |           | 3      |       |                 | 86     |
| 7    | International DracoRacing | 34                  | 1         | 4      |       |                 | 71     |
| 8    | Pons Racing               | 33                  |           | 2      |       | 1               | 67     |
| 9    | Junior Lotus Racing       | 34                  |           |        |       |                 | 53     |
| 10   | KMP Racing                | 34                  |           | 1      |       |                 | 35     |
| 11   | P1 Motorsport             | 34                  |           |        |       |                 | 32     |
| 12   | FHV Interwetten.com       | 32                  |           |        |       |                 | 5      |